# 奧馬哈 (阿肯色州)
奧馬哈（英語：Omaha）是一個位於美國阿肯色州布恩縣的城鎮。根據2020年美國人口普查，該地人口為128人，而該地的面積約為1.01平方千米。

## 地理
奧馬哈的座標為36°27′09″N 93°11′25″W / 36.45250°N 93.19028°W，而該地的平均海拔高度為410米（即1,345英尺）。